# Brett Gurewitz
Brett W. Gurewitz, pseud. Mr. Brett albo Brett Religion (ur. 12 maja 1962 roku w Los Angeles) – amerykański gitarzysta i autor tekstów amerykańskiego punkrockowego zespołu Bad Religion. Jest również producentem muzycznym.

## Życiorys
Urodził się 12 maja 1962 roku w Los Angeles. Będąc w liceum rzucił szkołę. Grał wówczas na gitarze w zespole The Quarks. Na jednym ze szkolnych koncertów tej grupy spotkał Grega Graffina. Razem z nim oraz z Jayem Ziskourtem i Jayem Bentleyem założył w roku 1979 punk rockową grupę Bad Religion. W tym samym czasie założył wytwórnię Epitaph, która powstała aby wydawać płyty nowo założonej kapeli.
W roku 1983 Brett odszedł z Bad Religion. Przyczyną były jego problemy z narkotykami. Wkrótce założył projekt "The Seeing Eye Gods", uwieńczony płytą, na której znalazło się pięć popowych piosenek. W tym czasie Epitaph znacznie podupadło, i tylko dzięki pomocy ojca Bretta wytwórnia nie została ostatecznie zamknięta.
Rok 1987 przyniósł zejście się Bad Religion w oryginalnym składzie, do którego dołączył gitarzysta Greg Hetson. Brett związany był z tym projektem do roku 1994 kiedy opuścił Bad Religion z powodu napięć w zespole. Już wtedy Brett był multimilionerem a to z powodu sukcesu jaki odniosła płyta Smash zespołu The Offspring wydana przez jego wytwórnię.
W roku 1996 Brett znów wplątał się w problemy z narkotykami. Był aresztowany cztery raz za posiadanie heroiny. Został przymusowo skierowany na terapię odwykową. W tym czasie jego wytwórnia nadal prężnie się rozwijała.
Nieco wcześniej, zaraz po odejściu z Bad Religion, założył grupę The Daredevils. W jej skład wchodzili: gitarzysta Gore Verbinski, basista Dean Opseth i perkusista Josh Freeze. Owocem współpracy tych muzyków, była EP-ka "Hate You" (notabene zadedykowana Jayowi Bentleyowi z Bad Religion, z którym kłótnia była jednym z powodów odejścia Bretta z Bad Religion).
W roku 2001 muzycy z Bad Religion pogodzili się, zespół wrócił pod skrzydła Epitaph, a do zespołu wrócił Brett Gurewitz. Od tego czasu grupa nagrała trzy albumy, a Gurewitz jest nie tylko autorem piosenek i tekstów, ale także producentem płyt.
Obecnie Brett zaangażowany jest także w założony w roku 2003 zespół Error. Ma żonę Ginę, oraz dwójkę dzieci: Maxa i Fridę. Mieszka w Hollywood.

## Działalność w Epitaph
Brett Gurewitz jest właścicielem wytwórni płytowej Epitaph, który wydaje dużą część punkowych wydawnictw. Wybrana działalność Bretta w wytwórni przedstawiona jest w tabeli poniżej:
| Rok  | Artysta/zespół    | Album                        | Funkcja                                                      |
| ---- | ----------------- | ---------------------------- | ------------------------------------------------------------ |
| 1981 | Bad Religion      | Bad Religion                 | Producent i gitarzysta                                       |
| 1982 | Bad Religion      | How Could Hell Be Any Worse? | Producent i gitarzysta                                       |
| 1983 | Bad Religion      | Into the Unknown             | Producent i gitarzysta                                       |
| 1984 | Bad Religion      | Back to the Known            | Producent                                                    |
| 1988 | Bad Religion      | Suffer                       | Producent i gitarzysta oraz chórki                           |
| 1988 | L7                | L7                           | Producent                                                    |
| 1988 | NOFX              | Liberal Animation            | Producent                                                    |
| 1989 | Bad Religion      | No Control                   | Producent i gitarzysta oraz chórki                           |
| 1989 | NOFX              | S&M Airlines                 | Producent                                                    |
| 1990 | Bad Religion      | Against the Grain            | Producent i gitarzysta oraz chórki                           |
| 1990 | No Use for a Name | Incognito                    | Producent i gitarzysta oraz chórki                           |
| 1991 | Bad Religion      | 80-85                        | Producent i gitarzysta oraz chórki                           |
| 1991 | Down by Law       | Down by Law                  | Producent i gitarzysta oraz chórki                           |
| 1991 | NOFX              | Ribbed                       | Producent                                                    |
| 1991 | Samiam            | Soar                         | Producent                                                    |
| 1992 | Bad Religion      | Generator                    | Producer, guitars and background vocals                      |
| 1992 | Chemical People   | Chemical People              | Chórki                                                       |
| 1992 | Down by Law       | Blue                         | Producent i inżynier                                         |
| 1993 | Bad Religion      | Recipe for Hate              | Producent i gitarzysta oraz chórki                           |
| 1993 | Rancid            | Rancid                       | Chórki                                                       |
| 1994 | Bad Religion      | Stranger Than Fiction        | Producent i gitarzysta oraz chórki                           |
| 1994 | Rancid            | Let’s Go                     | Prodeucent i inżynier                                        |
| 1995 | Bad Religion      | All Ages                     | Producent i gitarzysta oraz chórki                           |
| 1995 | Pennywise         | About Time                   | Producent                                                    |
| 1995 | Rancid            | ...And Out Come the Wolves   | Inżynier                                                     |
| 1996 | Daredevils        | Hate You                     | Gitarzysta i wokalista                                       |
| 1997 | Pennywise         | Full Circle                  | Miksy                                                        |
| 1997 | The Pietasters    | Willis                       | Producent i inżynier                                         |
| 1999 | H2O               | F.T.T.W.                     | Producent                                                    |
| 1999 | The Pietasters    | Awesome Mix Tape vol. 6      | Chórki, instrumenty perkusyjne, producent, inżynier          |
| 2000 | Bad Religion      | The New America              | Tekst i gitara w piosence "Blieve It"                        |
| 2000 | Millencolin       | Pennybridge Pioneers         | Producent a także gitara akustyczna w piosence "The Ballad". |
| 2001 | Pennywise         | Land of the Free?            | Współautor tekstu piosenki "Who's on Your Side"              |
| 2002 | Bad Religion      | The Process of Belief        | Producent i gitarzysta oraz chórki                           |
| 2002 | The Distillers    | Sing Sing Death House        | Inżynier oraz miksy                                          |
| 2003 | Matchbook Romance | West for Wishing             | Producent, inżynier i miksy                                  |
| 2003 | Rancid            | Indestructible               | Wokalista, producent, inżynier i miksy                       |
| 2004 | Bad Religion      | The Empire Strikes First     | Producent i gitarzysta oraz chórki                           |
| 2005 | The Unseen        | State of Discontent          | Miksy                                                        |
| 2006 | The Matches       | Decomposer                   | Producent                                                    |
| 2006 | Greg Graffin      | Cold as the Clay             | Producent oraz chórki                                        |
| 2007 | Bad Religion      | New Maps of Hell             | Gitarzysta oraz chórki                                       |